# Boccaccio (film 1940)
Boccaccio è un film del 1940 diretto da Marcello Albani. 
Il film è basato sull'omonima operetta di Franz von Suppé con libretto di Camillo Walzell e Richard Genée.

## Trama
Berto, nipote di Giovanni Boccaccio, conduce a Firenze una vita goliardica assieme a un gruppo di amici. Il gruppo vive le avventure dissolute che il celebre zio si era limitato a immaginare e poi a scrivere. I fiorentini, fermamente convinti della fedeltà delle mogli, non vedono di buon occhio il giovane e, temendo per le sorti delle proprie donne, si coalizzano contro di lui. Tre rispettabili cittadini si fanno portavoce: il bottaio Lotteringhi, lo speziale Lambertuccio e il barbiere Scalza. Quest'ultimo, tornato in anticipo da un viaggio nella sua città natale, sorprende la moglie Beatrice in compagnia dello studente Leonetto, al quale si unisce l'amico Berto. La donna, per giustificarsi, fa credere al marito che i due ragazzi, fra i quali è scoppiato un litigio, si sono introdotti in casa con la forza e hanno cominciato a duellare con le spade. Scalza, spaventato, fugge. 
Pietro è un principe di Palermo che ha messo gli occhi su Isabella, la bella moglie del bottaio. Anche quest'ultimo torna a casa inaspettatamente dall'osteria: Pietro si nasconde in una botte e, quando viene scoperto, Isabella spiega al marito che è solo un cliente che ha voluto ispezionare dall'interno la qualità del legno. Berto intanto corteggia Fiametta, figlia adottiva di Lambertuccio.
Sotto le mentite spoglie del grande scrittore, arriva in città la nipote Giannina, promessa sposa del cugino e decisa a impedire la sua condotta libertina. Così travestita da uomo, la ragazza riesce a porre in serio imbarazzo Berto fino a quando non si arrende a sposarla.

## Produzione
Le riprese si svolsero interamente negli studi della Scalera Film di Roma. 

## Distribuzione
Il film fu distribuito in Italia a partire dal 22 settembre 1940.

## Accoglienza
«Abbiamo seguito per un'ora e mezzo questo Boccaccio adattato per lo schermo dal noto lavoro di Von Suppé che tanto entusiasmò le platee di venti e trent'anni or sono. E dobbiamo concludere che nell'impresa, gli autori sono miseramente caduti [...]. Clara Calamai, Virgilio Riento, Raffaele Di Napoli sono fra i personaggi quelli di maggior piano e di più indovinata interpretazione.»
«La fatica di portare sullo schermo un lavoro come questo [...] è stata affrontata con esuberanza, calcando sui più difficili effetti allegri, vale a dire sugli effetti corali. [...] Tutti gli interpreti del film tendono a strafare; testimonianza di buona volontà ma anche di scarso controllo.»
«Clara Calamai è bella e spigliata ed ha conquistato con questo film un eccellente successo personale; in molte scene anche difficili, ella ha saputo recitare in modo eccellente.»